# Mesopotàmia
|  | Per a altres significats, vegeu «Mesopotàmia (desambiguació)». |

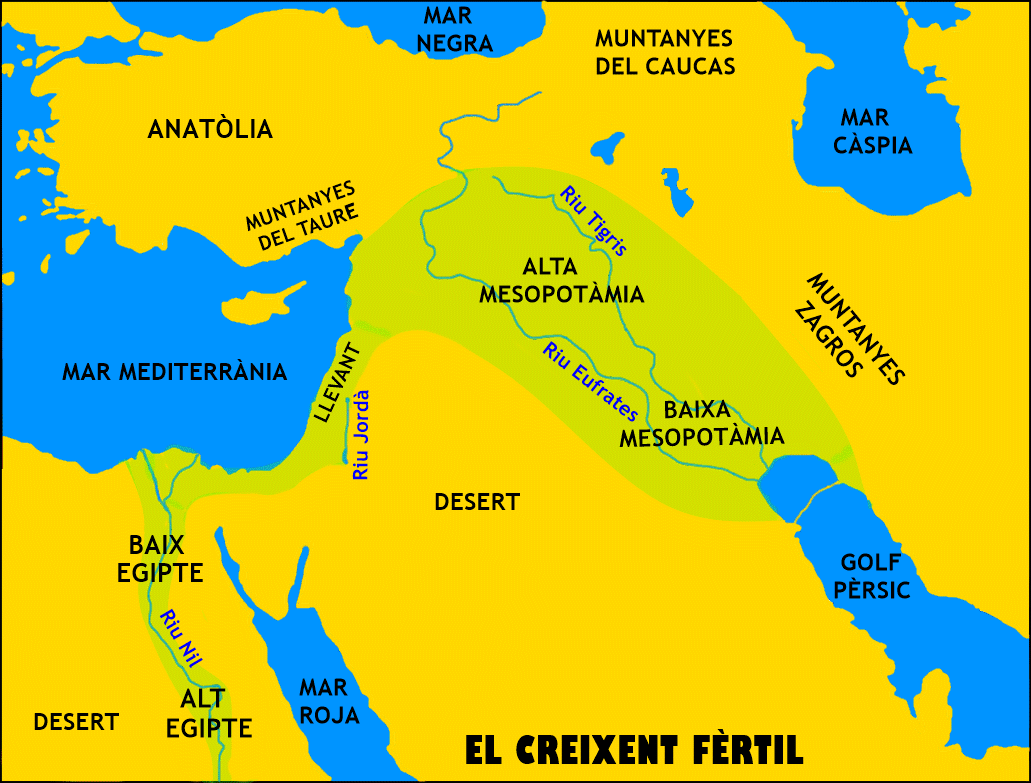
Mesopotàmia al Creixent Fèrtil.

Mesopotàmia (del grec antic Μεσοποταμία, Me.so.po.taˈmi.a, ‘entre rius’) és l'antiga denominació de la regió situada entre l'Eufrates i el Tigris, que era dividida en dues parts: la Baixa Mesopotàmia, entre el golf Pèrsic i el punt on els dos rius s'acostaven a la mínima distància, anomenada sovint Babilònia o Sumer, i l'Alta Mesopotàmia, on es va desenvolupar la civilització semita d'Accàdia (Accad) i posterior d'Assíria, la civilització hurrita amb el regne de Mitanni, i va florir després el regne d'Assíria. Està situada al Creixent Fèrtil.
Sota la dominació persa va formar les satrapies de Babilònia i Assíria (Baixa i Alta Mesopotàmia), que van continuar en línies generals amb els selèucides tot i que la seva administració provincial, com la dels parts, és desconeguda. A cada comarca hi havia un príncep i caps locals; alguns de l'Alta Mesopotàmia van passar a Armènia vers el segle i aC mentre altres van romandre sota domini part. Armènia va caure sota control de Roma el 65 aC així com Síria però la part essencial de Mesopotàmia (Alta i Baixa) va continuar sota domini dels reis parts.
En temps de l'Imperi Romà es dividia en dos parts: l'occidental o Osroene, oscil·lant entre Roma i Pàrtia, i la Mesopotàmia pròpia, de domini part.
La regió fou conquerida per Trajà el 115 però abandonada el 117 per Hadrià. Marc Aureli la va reconquerir el 166, si bé només l'Alta Mesopotàmia, a la qual finalment Jovià va renunciar el 363.

## Història
La història de Mesopotàmia està documentada des del 10000 aC al 637 dC (conquesta musulmana). El període més important és, però, el que va del 3100 al 538 aC, durant el qual fou bressol de tres civilitzacions: sumèria, babilònica i assíria.
A causa de la seva excel·lent posició geogràfica, que en fa una cruïlla entre el món iranià i la Mediterrània, i de la seva riquesa agrícola, que la converteix en terra de sedentarisme, Mesopotàmia fou desitjada sempre pels nòmades (com, per exemple, gutis, amorreus, hurrites, cassites o arameus).
A diferència de l'Egipte faraònic, on el nord és obert a les influències estrangeres i el sud és nacionalista i conservador, a Mesopotàmia el nord és unificat, expansionista i conservador, representat pels assiris, i el sud és civilitzat i generador de cultura. El sud al començament va ser sumeri, i després va ser semititzat (babilonis, arameus). Hi predominà durant llargs períodes l'organització política de la ciutat estat.
Els texts cronològics són més nombrosos i millors que els de l'Egipte faraònic. Això és degut, segurament, al fet que els mesopotàmics eren afeccionats a fer llistes i a catalogar, i al fet que la tauleta d'argila, el seu material d'escriptura bàsic, resultava molt més resistent que no pas el papir dels egipcis.
Mesopotàmia es va dividir històricament en dues regions: 
- l'Alta Mesopotàmia o Assíria, situada al nord i habitada pels assiris,
- la Baixa Mesopotàmia o Caldea, situada al sud i habitada pels sumeris i accadis.
 La història política va estar marcada per l'alternança en el poder d'aquests pobles.

### Neolític iEneolític
El Neolític comença cap al 7000 aC amb l'eclosió de les primeres cultures agrícoles i després els primers poblets, fins a arribar a les ciutats sumèries cap al 3700 aC. Se suposa que els sumeris van arribar del nord-oest cap al país entre els dos rius vers el 4000 aC, i van substituir les poblacions locals o es varen barrejar amb elles.

### Primeres ciutats

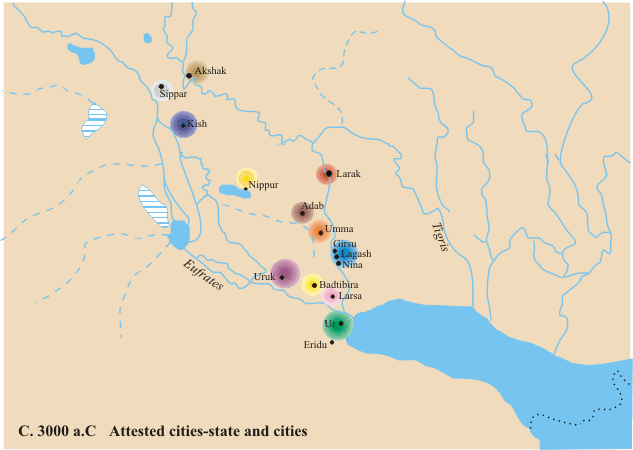
Ciutats sumèries el 3000 aC

Les primeres ciutats principals esmentades són tretze: Akxak, Sippar, Kix, Nippur, Laraq, Adab, Umma, Lagaix, Uruk, Badtibira, Ur, Èridu i Larsa.
Es distingeixen les següents etapes:
- El període prehistòric (10000-3100 aC).- En aquest període el nord de Mesopotàmia era la regió més culturitzada. S'hi troben les cultures més antigues: Jarmo, cultura de Samarra i, sobretot, la cultura de Tell Halaf, que s'estén des de prop de Mossul, a l'Iraq actual, fins a la Mediterrània.
- La protohistòria (3100-2900 aC).- Durant aquest període el nord s'estanca, mentre que el sud té una sèrie de transformacions fonamentals: en la cultura d'Uruk IV apareix per primera vegada l'escriptura, ideogràfica,[1] neixen l'estatuària i el relleu, i en la de Jemdet Nasr hom comença a construir palaus. Les dues cultures s'estengueren al nord de Mesopotàmia i a Síria.[2]
- El període històric (2900-2700 aC).- Al començament d'aquest període Mesopotàmia era poblada per semites i per sumeris, tots dos immigrats a la zona, on ja hi havia una població autòctona. Mentre que els semites són ben coneguts, els sumeris constitueixen un misteri quant al lloc d'origen i a la seva llengua.[3]

### Els semites a Mesopotàmia
Els semites eren nòmades que habitaven a la rodalia de Mesopotàmia i cap a la península aràbiga. Es van estendre per Mesopotàmia i Síria, on donaren origen a grups regionals: els beduïns, els arabi, els amurru (amorites o amorreus) i els accadians. Sobre el grup dels amurru, cal dir que varen fundar nombrosos estats, i van originar diversos grups regionals: els arameus, els canaanites, els hebreus i els fenicis. Sobre els accadians, que interessen pel seu paper a Mesopotàmia, cal parlar-ne més detalladament.

### Les primeres hegemonies
La llista de reis sumeris esmenta gran quantitat de reis. Alguns dels primers tenen una durada de regnat impossible.

#### Primera dinastia de Kix
Es pot suposar que la primera hegemonia va pertànyer a Kix, però dels reis de la llista de la primera dinastia de Kix només Mebaragesi (o Enmebaragesi) i el seu fill Aka (Aga) tenen comprovació històrica, però la durada dels regnats de tots ells és impossible. Deu tractar-se, doncs, en general de figures mitològiques, amb un rerefons veritable que fou el fet que Kix tingués un cert poder regional, perquè se sap que Kix va gaudir del prestigi de primera monarquia durant segles. Mebagaresi de Kix governava cap al 2700 aC. El seu nom és sumeri, però d'altres reis de la dinastia ja porten noms semites i és possible que es tractés d'un semita sumeritzat o simplement que adoptés un nom sumeri pel prestigi que devia tenir encara la cultura sumèria. Les inscripcions de Mebagaresi apareixen a la regió al sud del Diyala a l'antic temple de Khafaji (de l'època de Jemdet Nasr). La llista parla de la seva conquesta del país d'Elam, cosa que informa de l'antiguitat del conflicte entre Sumer i Elam, i semblaria, doncs, que el seu poder s'estenia cap al riu Diyala i cap al sud de Sumer fins a l'Elam. Més tard, sobirans com Mesalim d'Ur i Eannatum de Lagash utilitzaran el títol de rei de Kix pel prestigi potser guanyat per Mebagaresi. La regió de Diyala que dominava sembla que estava en procés de superposició de l'element semita, però que abans no era sumèria, sinó potser irànica, com semblen demostrar noms com Ishnun (convertit en Eshnunna, "Santuari del príncep" en sumeri) o Tutub. Fins i tot Babilònia es deia aleshores Babilla (que es va convertir en Babilim, en accadià semític "porta del déu").

#### Mesalim
Es coneix també un rei de Kish (almenys s'intitulava així) que no figura a la llista de reis: Mesalim. El seu origen no està establert. El seu nom sembla semita, i tenia com a deïtat tutelar Ishtaran, venerat a Der, cosa que fa pensar que venia d'aquella zona, però com que s'han trobat inscripcions a Adab, a Sumer Central i a Lagash no pot assegurar-se res. Aquesta difusió de les inscripcions en tot cas correspon a un rei que governava en molts llocs. Se sap que al mateix temps a Lagash governava un ensi (o més ben dit, una sèrie d'ensis) i que Mesalim va fer d'àrbitre en una disputa fronterera entre Lagash i Umma, de la qual es feren ressò Eannatum i Entemena, els quals van ser més endavant ensis de Lagash. Cal preguntar-se si no devia ser el rei d'Hamazi que esmenta la llista.

#### Primera dinastia d'Uruk
El poema èpic de Gilgamesh esmenta les lluites d'aquest rei d'Uruk amb Mebaragesi de Kish. A Gilgamesh s'atribueix la construcció de la muralla d'Uruk, la muralla més antiga de Sumer (cosa que sembla corroborada per l'arqueologia), i el domini sobre Nippur, un centre més religiós que polític, dedicat al culte al déu Enlil. La llista de reis esmenta dos antecessors, Lugalbanda i Enmerkar. Es creu que aquest darrer és el fundador d'Uruk, de la unió de dues ciutats, una d'elles Eanna o Eana, sobre la qual devia governar. Cap d'aquests reis té comprovació històrica, tot i que Gilgamesh figura en una llista de déus trobada a Shuruppak, on es diu que el seu pare era Lugalbanda (les llistes diuen que el seu pare era un fantasma) i que eren herois que més tard foren divinitzats. Aquests reis d'Uruk devien ser, doncs, contemporanis dels darrers reis de Kish, i anteriors probablement a Mesalim.

#### Primera dinastia d'Ur
La següent hegemonia sembla haver estat a Ur. Les tombes reials d'aquesta ciutat esmenten dos reis, Meskalamdug i Akalamdug, que no són a la llista de reis, i a una reina, Puabi. Sembla que els reis a Ur eren enterrats amb membres del seu servei, ja que es va trobar una tomba amb 80 servidors. Com que els reis són sumeris això devia ser un costum sumeri i no semita, tot i que es dona algun cas semblant a Kish. Mesanapeda, cap al 2490 aC, sí que és esmentat per la llista, i sembla que efectivament va voler exercir l'hegemonia, ja que es va titular "rei de Kish". Ur estava situada a una llacuna comunicada amb el Golf Pèrsic en una posició estratègica excepcional pel comerç a la part sud de Sumer. Consta el seu comerç amb Tilmun o Dilmun, que s'identifica amb la costa d'Aràbia prop de Bahrain, Magan (possiblement Oman, o per d'altres Makran al Pakistan) i Melukhkha (Makran, o segons altres s'ha de buscar a aquest nom una altra ubicació). Meskiangnana va ser el fill i successor de Mesanapeda, però després varen seguir dos reis de nom semita accadià, Elulu i Balulu, coincidint el seu regnant amb Eannatum i Entemena de Lagash

#### Lagaix

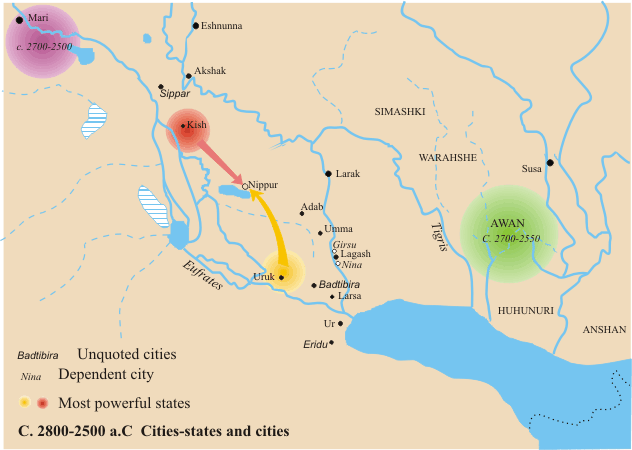
Ciutats sumèries 2800-2500 aC

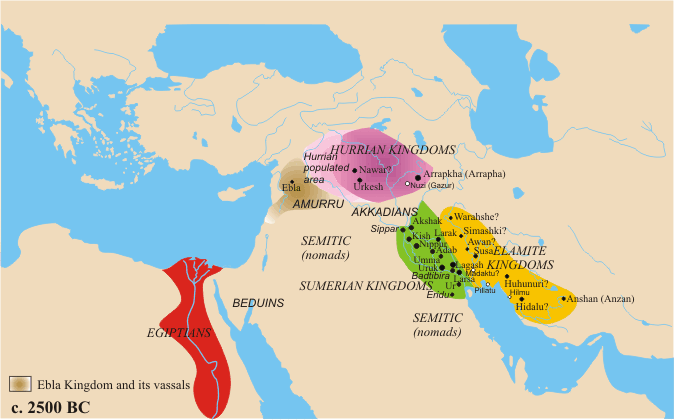
Orient mitjà cap al 2500 aC

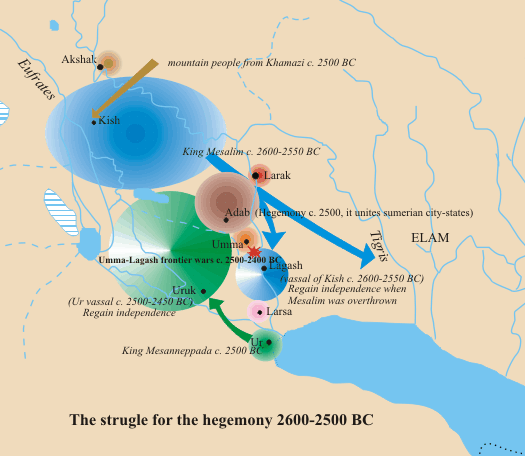
Mesopotàmia, hegemonies cap al 2600 a 2500 aC.

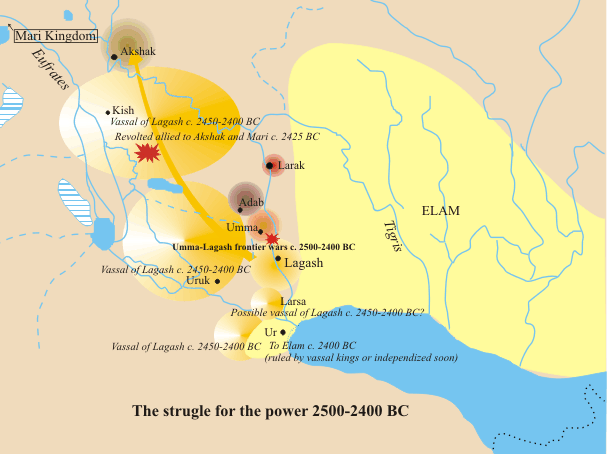
Mesopotàmia, lluites pel poder cap al 2500-2400 aC.

A diferència de les hegemonies que hem vist fins ara, Lagaix no figura a la llista, però la successió de governants està comprovada per les inscripcions, des del rei Ekhengal i Urnanshe fins a Urukagina, en haver-se trobat els arxius comercials de la ciutat. La disputa per un territori anomenat Gu-edena (vora de l'Edèn) entre Lagaix i Umma es prolongava per molt temps i Mesalim ("rei de Kix") que tenia l'hegemonia sobre ambdues ciutats, va exercir d'àrbitre i va fixar una línia fronterera. Però la rivalitat no es va esgotar i sovint ambdues ciutats intentaren resoldre el contenciós per les armes. Això va durar fins a l'època de Lugalzagesi d'Umma, qui va ocupar i devastar Lagaix i va destruir els seus temples. Tot i així encara va persistir l'hostilitat per uns anys més. A Lagaix destaca la figura del rei Eannatum (cap al 2460 aC) qui també va prendre el títol de "rei de Kix" juntament amb el de "ensi de Lagaix", simbolitzant segurament la seva aspiració a una hegemonia de la qual no estem assabentats dels detalls, però que el va portar a combatre contra Ur, Uruk, Kix, Akxak i fins als territoris de Mari i Elam. El seu déu, en nom del qual deia actuar, era Ningirsu i quan ho va aconseguir es va titular "El qui sotmet a tots els països". Els seus successors ja només portarien el títol d'"ensi de Lagaix", fet que indica la fi de l'hegemonia, si bé del seu successor Entemena encara s'han trobat inscripcions a Ur i Badtibira i es coneix un pacte d'agermanament amb Lugalkingeneshdudu d'Uruk, el qual apareix a la llista de reis. Urukagina de Lagaix va ser un legislador que va disminuir el poder econòmic i religiós de la monarquia; va alliberar els ciutadans dels deutes i altres servituds; va prohibir la diàndria (una dona es casava amb dos homes) esmentant que l'antiga poliàndria, de la qual la diàndria era una resta, ja no podia acceptar-se; i es va proclamar defensor de vídues i orfes, amb reducció d'impostos.

#### Umma
Lugalzagesi d'Umma, un rei usurpador, va exercir una breu hegemonia cap al 2350 aC, que després va perdre davant Sargon I d'Akkad.
Vegeu Umma

### L'imperi accadi
Sargon I, rei d'Accad, forma a partir del 2338 aC el primer gran Imperi que serà continuat pels seus successors, especialment pel seu net Naramsin, per esvair-se cap al 2220 aC.

### Sumer al final de l'Imperi accadi
L'Imperi accadi va sucumbir davant els Gutis de Qutum (Gutium), també anomenats "dracs de la muntanya". Els seus reis (que es feien dir "poderós rei de Qutum") van portar noms semites o semititzats, això indicaria una absorció de la cultura accadiana. Alguns déus sumeri accadians (com Ixtar i Sin) van ser adoptats pels Guti.

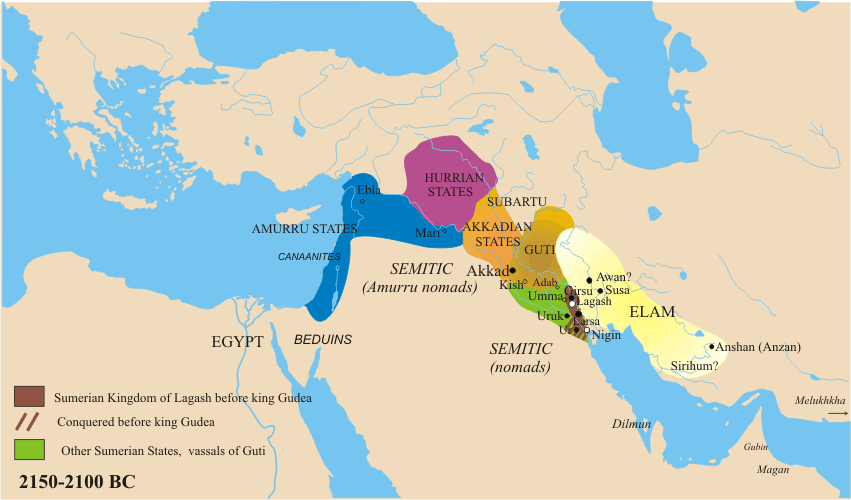
Sumer 2150 a 2100 aC, hegemonia dels Guti i d'Uruk.

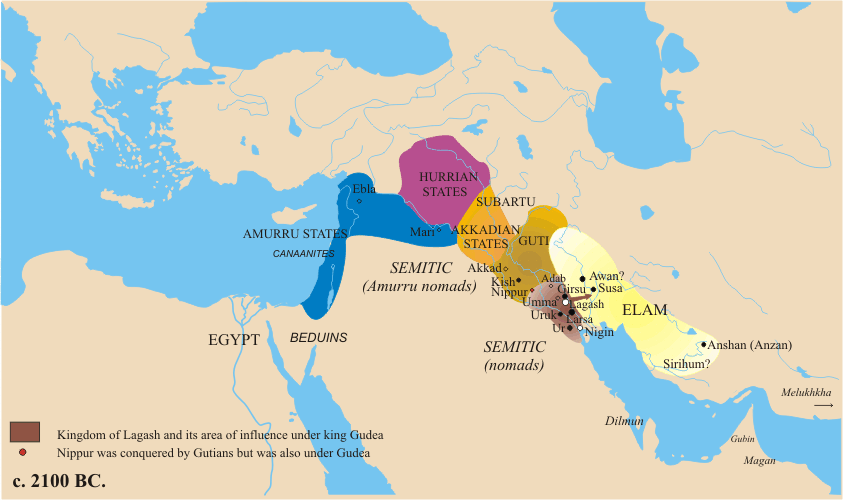
Sumer 2100 aC, hegemonia de Lagash.

Les ciutats sumèries van recuperar la independència. Se suposa una hegemonia d'Uruk perquè així s'esmenta a la Llista dels reis sumeris, però fora dels noms de la llista no hi ha cap més dada per afirmar-ho o negar-ho. Les úniques dades venen de Lagash: primer es coneixen els ensi vassalls dels sargonides d'Akkad: Kikuid contemporani de Rimuix I, Engilsa contemporani de Manixtuixu, Uru contemporani de Naramsin, Lugalushumgal contemporani de Naramsin i Xar-Kali-Xarri. Després venen una sèrie d'ensis que podrien haver estat subordinats a Uruk: Puzurmama, Urutu, Urmama, Lubaba, Lugula i Kaku. Llavors l'hegemonia de les ciutats va passar successivament per: Urbaba, Gudea, Urningirsu, Pirigme, Urgar i Mammakhani, que representen una successió familiar continuada (de pare a fill o de sogre a gendre). En aquest temps Lagash, que era el centre de tres ciutats (la mateixa ciutat, Girsu, Nina, 14 ciutats més de menor importància, i no menys de 40 poblets petits, amb una extensió de 1600 km²) havia perdut el seu paper central en favor de Girsu, tot i que es continua esmentat l'estat com Lagash. Urbaba (2164 aC a 2144 aC) va ser el primer governant que va exercir l'hegemonia; la seva filla Enanepeda va ser nomenada sacerdotessa de la deessa Nanna a Ur. Això vol dir que dominava aquesta ciutat i Èridu (Ur depenia en aquesta època de la ciutat estat d'Eridu), cosa que està més ben establerta al regnat de Gudea, de qui consta el domini sobre Nippur, Adab, Uruk i Badtibira. Els reis de Lagash només tenien el títol d'ensi, però Gudea està esmentat una vegada almenys com a "déu de Lagash". Es fa esment d'una expedició als regnes d'Elam (Susa) i d'Anshan però sembla que va ser una expedició de càstig per una incursió anterior elamita, més que de conquesta. Es creu que Gudea va ser doncs un rei relativament pacífic que buscava més el comerç que la dominació. Va comerciar amb Dilmun, Melukhkha i Magan i un país anomenat Gubin que s'identifica amb el Jàbal al-Akhdar al fons del Golf d'Oman. Uns altres llocs on va arribar el comerç de Lagash foren: la regió muntanyosa de Bakhtiar, Adamdun, Aratta, Kimash, Kalagad (al nord de Djebel al-Hamrin), Magda i Barme (entorn de Kirkuk), de les regions de l'Eufrates mitja i Síria, de Basalla o Basar, i de la veïna Tidan, d'Urshu, de l'Ebla a l'Alt Eufrates; del Taure, de Menua, de Khakhkhum, i de la muntanya Uringeraz (cap a la zona del Taure). Consten al seu regnat la construcció de canals, sistemes de reg, treballs de sanejament, treballs d'urbanisme, construcció de santuaris, fabricació d'objectes d'art. Uns poemes esmenten la reconstrucció i la inauguració del santuari d'Eninnu al déu nacional Ningirsu. La prosperitat va continuar amb els reis Urningirsu i Pirigme.

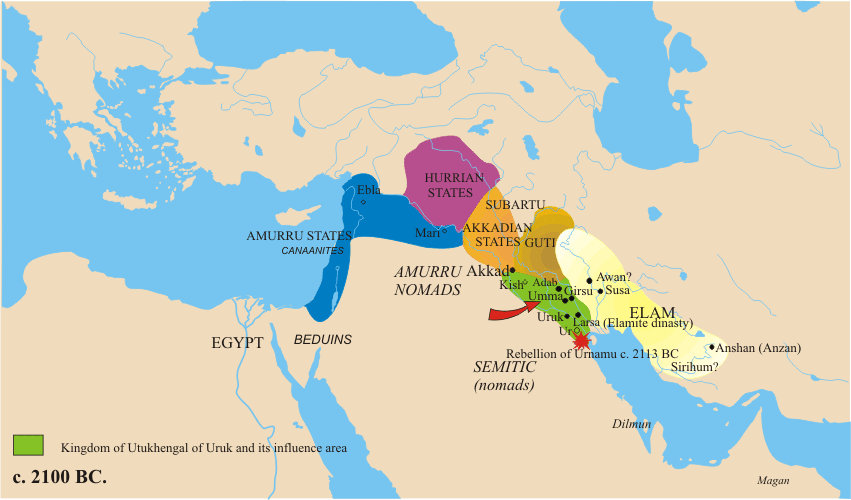
Sumer, hegemonia de Itukhengal d'Uruk.

Després de la dominació dels Guti a Acadia, el seu penúltim rei Tiriqum sembla que va voler conquerir Lagash, que tenia senyals de debilitat amb el rei Urgar (2117 aC a 2113 aC) i amb el seu successor Nammakhani (2113 aC a 2110 aC). El poder ascendent tornava a ser Uruk, amb Utukhengal, qui va derrotar els Guti al nord de Sumer i va exercir l'hegemonia però molt breument, perquè el seu general, Urnammu, al qui havia encomanat el govern d'Ur, el va derrocar i va conquerir Lagash (on regnava Nammakhani, últim rei de la dinastia de Gudea) i va exercir l'hegemonia (renaixença sumèria, tercera dinastia d'Ur).

### Renaixença sumèria

#### Tercera dinastia d'Ur
Després dels set anys d'Utukhengal, que es feia dir, a imitació dels reis d'Akkad, "Rei de les quatre zones del món", l'hegemonia va passar a Ur.
Els ensi d'Ur, els quals governaven sota dependència de Lagash, foren eliminats. El general Urnammu, va ser nomenat Shagin (governador militar o virrei) d'Ur, i no va trigar a declarar-se independent. Es troben inscripcions d'Urnammu a Ur, Eridu, Uruk, Lagash, Larsa, Adab i Nippur i fins i tot més al nord d'aquesta ciutat. Una inscripció fou trobada també a la regió de l'alt Khabur. Les ciutats estaven governades per un ensi, i les més llunyanes per un virrei o Shagin (governador civil - militar), els districtes estaven governats per Rabianum (alcaldes) i els poblets per Khazannum (corregidors). La llengua principal era el sumeri però com que la població semita accadiana era majoritària la seva llengua (l'accadià) també era parlada.
El seu fill i successor Shulgi va consolidar el regne i el va ampliar cap als estats veïns. A partir del seu 22è any de regnat (d'un total de 48) s'esmenta un període de pau. L'estructura social s'havia modificat una mica: al costat dels eren, estaven el agaush, una espècie d'encarregats de la vigilància dels treballadors de l'estat i de l'entrenament militar. Els militars estaven dirigits al nivell més alt per xaguin, general i governador de districte amb una autoritat superior als ensi, o allà on no hi havia ensi, reunint les dues funcions. Els pagaments es feien en plata o en espècie (9 grams de plata = 200 litres de civada). La mida de volum era el gur (1 gur = 300 siles = 200 litres). El coure es portava de Magan, l'estany del Caucas. Els afers judicials eren encarregats a un mashkim (comissari) i les sentencies les dictaven 7 jutges. La dona tenia iguals drets que l'home. No es coneix la pena de mort ni la llei del talió.
Amb Shusin (2036 aC-2028 aC) es va construir una gran muralla, anomenada Muralla dels Martu, que devia tenir com a objectiu aturar les incursions dels Martu (Amurru) i dels Tidnum (o Tidanum), una altra tribu semita nòmada.
Ibbisin va ser el darrer sobirà. Amb la invasió dels amurru i les revoltes, el seu regne es va ensorrar. Elam va ocupar Ur que fou destruïda. Ibbisin va ser fet presoner, portat a Elam i llavors una guarnició elamita es va establir a Ur. Pocs anys després Ur va ser conquerida per Ishiberra d'Isin i durant uns anys va tenir l'hegemonia.

#### Regne d'Isin
Ishiberra va consolidar el seu poder i els seus successors van governar uns anys.
La guerra entre Isin i el nou poder emergent a Kix va començar amb el rei Ishmedagan, qui va ser derrotat per Kish. L'últim rei de la dinastia d'Isin fou Lipiteshtar (1934-1924 aC) del qui se sap que va promulgar un important codi de lleis basat en el codi d'Urnammu, que fou un precedent del d'Hammurabi tot i que més tolerant. La ciutat d'Ur va ser conquerida per Gungunum de Larsa, i amb ella el sud de Sumer. Després el tron va ser usurpat per Urninurta (1923-1896 aC)

#### Regne de Larsa
A Larsa, ja en temps de Ibbisin s'havia format una dinastia amorita sota Naplaqum (2025-2005 aC), i va romandre independent. Apareix el rei Gungunum (1932-1906 aC), fill del rei Naplanum (1976-1942 aC) i cinquè successor de Naplaqum, com a contemporani dels reis Lipiteshtar i Urninurta d'Isin. Larsa va conquerir Ur. La llista de sobirans continua fins a Rimsin (1763 aC). L'expansió de Larsa es va dirigir cap a Lagash fora de la zona d'influència de Isin, però més tard es van enfrontar per Nippur.

### Babilònia

Expansió aproximada de l'Imperi Neobabilònic durant el regnat de Nabonid (556-539 aC).

Mapa polític de l'Orient Mitjà al primer període cobert per les Cartes d'Amarna, primera meitat del

La situació geopolítica a l'Orient Mitjà cap al 1200 aC, al final de l'Edat del Bronze Final.

La dinastia I de Babilònia (1894-1595 aC), fundada per l'amorita Sumuabum (1894-1881 aC), arribà al cim del seu poder amb Hammurabi (1792-1750 aC), el qual unificà Mesopotàmia. El seu triomf representà la submissió dels sumeris, que a poc a poc desaparegueren del món mesopotàmic. Reforçament del poder reial i centralització són dues de les característiques d'aquest període. Vegeu: Babilònia.

### Assiris
Nabucodonosor II (605-562 aC), el monarca més important de la dinastia assíria, conquerí Jerusalem (598 aC), conquesta que repetí el 586, i aleshores deportà els jueus ("captivitat babilònica"). El darrer sobirà, Nabònid (556-539 aC), plantà cara al persa Cir II el Gran, però inútilment, car aquest conquerí Babilònia i posà fi a la dinastia.

### Perses
Després de la conquesta persa, Mesopotàmia fou dividida en dues satrapies: Assíria i Babilònia (538-331 aC). Els aquemènides es mostraren talment respectuosos amb els costums i la religió del país que incorporaren fins i tot el babilònic a llurs inscripcions monumentals. Això no impedí les revoltes: dues sota Darios I, la primera obra de Nidintubel, el qual adoptà el nom de Nabucodonosor III, i la segona de l'arameu Araha, i una altra (483 aC) en el regnat de Xerxes I, el qual derrotà el seu capitost Šamaš-irba i arruïnà Babilònia.

### Macedònics
La dominació persa sobre Mesopotàmia acabà amb la victòria del macedònic d'Alexandre el Gran sobre Darios III a Gaugamela (331 aC). El 312, Seleuc I (fundador de la dinastia que porta el seu nom), prengué la regió a Antígon Monóftalmos. El període selèucida o grec (331-140 aC) es caracteritzà per la construcció d'un gran nombre de viles (Selèucia, entre d'altres, prop de Babilònia) i pels intents d'hel·lenitzar Mesopotàmia. Malgrat això, les tradicions culturals locals es mantingueren (escola d'escribes d'Uruk).

### Parts i romans
Mitridates I el Gran (174-136 aC), rei dels parts, conquerí Mesopotàmia als selèucides (140 aC) i bastí la seva capital, Ctesifont, prop de Selèucia. Típiques del període part són les lluites freqüents d'aquest poble iranià amb els romans, la frontera entre els quals era l'Eufrates.
El 53 aC, Cras fou derrotat pel part Orodes I a Carrhae; el 116 dC, Trajà ocupà Ctesifont, però Hadrià renuncià a les conquestes del seu predecessor; en el regnat del part Vologes III (148-191 dC), Antoní Pius incendià Selèucia i Ctesifont i el 199 Septimi Sever saquejà aquesta.

### Sassànides i invasió dels àrabs
Els sassànides perses com els parts, s'apoderaren de Mesopotàmia el 224 després de la victòria de llur rei Artaxerxes I (224-241 dC) sobre Artaban IV. Mantingueren l'administració territorial parta, heretada dels imperis anteriors, els quals l'havien adoptada d'assiris i babilonis. Llurs lluites amb els romans d'Orient, hereus dels romans a l'Imperi d'Orient, foren freqüents.
Recuperada Mesopotàmia pels sassànides al segle iv, al segle vi la perderen quan Ormazd IV la cedí al romà d'Orient Maurici (582-602 dC). Poc després, Còsroes II (590-628 dC) la recuperà de mans de Focas. El 627, Heracli (610-641 dC) derrotà Còsroes II prop de Nínive. Deu anys més tard (637 dC), els àrabs prengueren la regió als sassànides després de la decisiva batalla d'al-Qadisiyya.

## Economia
L'ecomomia mesopotàmica estava basada en l'agricultura, la fertilitat de la qual estava garantida per l'aigua dels rius. Tanmateix, els diferents pobles de la regió van comerciar amb altres cultures des dels inicis. Obtenien productes dels diferents pobles del Llevant, la zona aràbiga, l'antic Egipte i fins i tot de l'Índia. Aquest comerç tenia lloc a través de rutes fixes i expedicions comercials puntuals patrocinades pels reis o líders de cada ciutat.

## Cultura
Les cultures de Mesopotàmia van ser pioneres de moltes de les branques de coneixement. Van crear l'escriptura, que es diu cuneïforme, al començament pictogràfica i més endavant fonètica. Al camp del dret, van crear els primers codis de lleis; en l'arquitectura, van desenvolupar importants avenços com la volta i la cúpula, van crear un calendari de 12 mesos i 360 dies i van inventar el sistema de numeració sexagesimal.
Les seves restes, tot i que potser encara hi ha molt per descobrir, mostren una cultura que va tenir una poderosa influència a les altres civilitzacions del moment i, per tant, a la cultura occidental.

### Ciències
El càlcul va florir a Mesopotàmia mitjançant un sistema decimal i un sexagesimal, la primera aplicació va ser al comerç. A més de la suma i la resta coneixien la multiplicació i la divisió i, a partir del II mil·lenni aC van crear una aritmètica que permetia resoldre equacions de fins a tercer grau. Coneixien també un valor aproximat del nombre π, de l'arrel i la potència, i eren capaços de calcular volums i superfícies de les principals figures geomètriques.
També va florir l'astronomia. Els sumeris sabien distingir entre planetes -objectes mòbils- i estrelles. Però van ser els babilonis els qui més van desenvolupar aquest camp, sent capaços de preveure fenòmens astronòmics amb antelació. Aquest coneixement de l'astronomia els va portar a adoptar un precís calendari lunar, que incloïa un mes suplementari que l'ajustava al solar.
També s'han trobat tractats de medicina i llistes de geologia, on es classificaven els diferents materials.

### Literatura
Abans d'aparèixer la literatura, el llenguatge escrit es feia servir per portar els comptes administratius de la comunitat i els pobles i ciutats modernes. Amb el temps, se li va començar a donar un altre ús: explicar fets, llegendes, catàstrofes.

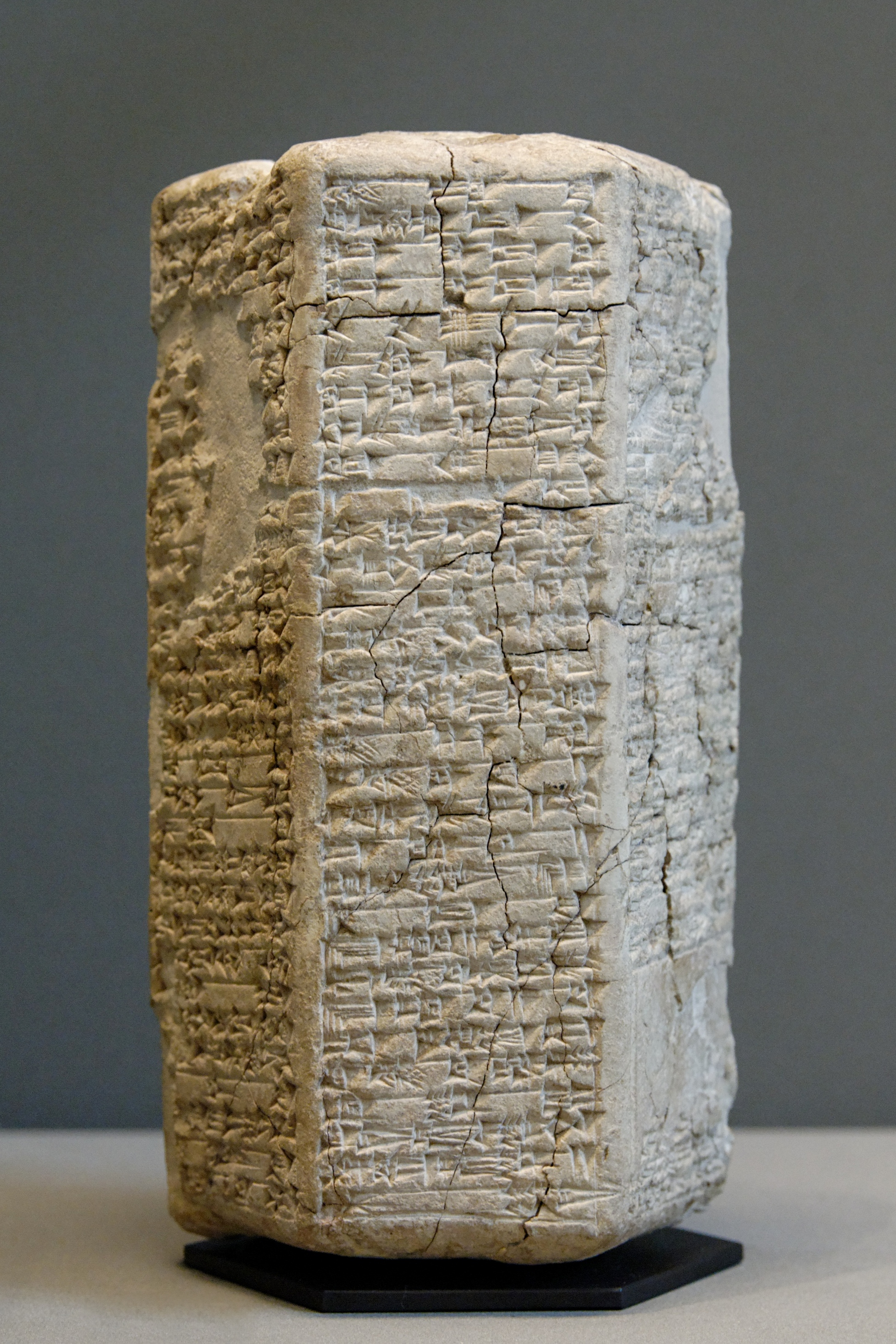
Himme a Iddin-Dagan, rei de Larsa. Inscripcions cuneïformes en sumeri d'entorn el.

La literatura sumèrica comprèn tres grans temes, mites, himnes i lamentacions. Els mites es componen de breus històries que tracten de perfilar la personalitat dels déus mesopotàmics: Enlil, el déu i progenitor de les divinitats menors; Inanna, deessa de l'amor i de la guerra o Enki, déu de l'aigua dolça sovint enfrontat a Ninhursag, deessa de les muntanyes. Els himnes són textos de lloança als déus, reis, ciutats o temples. Les lamentacions relaten temes catastròfics com la destrucció de ciutats o temples i el sentiment de ser abandonats pels déus.
Algunes d'aquestes històries possiblement es basen en fets històrics com ara: guerres, inundacions o l'activitat constructora d'un rei important, magnificats i distorsionats amb el temps.
Una creació pròpia de la literatura sumèria va ser una mena de poemes dialogats basats en l'oposició de conceptes contraris. També els proverbis formen part important dels textos sumeris.

### Religió
Els mesopotàmics eren politeistes, a cada ciutat s'adorava uns quants déus, encara que n'hi havia alguns de comuns. Entre aquests cal destacar el panteó format per Anu, déu del cel i pare dels déus; Enki, déu de la Terra; Nanna, deessa de la Lluna; Utu, déu del Sol; Inanna, deessa de la mort; Ea, creador dels homes i Enlil, déu del vent. A més a més, existien els déus patrons de cada art o ofici, atès que tenien déus de la ramaderia, escriptura, confecció, etc. Per acabar, hi havia les divinitats protectores de cada ciutat, com Ashur o Ninurta.
Els herois èpics van acabar adquirint un estatus semidiví, com va passar a diverses cultures de l'edat antiga. D'aquesta manera, Gilgameix va ser considerat un símbol del poder de la seva cultura o Adapa, el mentor, va passar a ser un signe de saviesa i coneixement prohibit. Lugalbanda, el rei mític, va equiparar-se als déus pel seu paper d'ancestre comú.
D'altres figures, com Lilit, van adquirir importància no per la veneració dels assiris o sumeris, sinó per la visió que en tenien altres pobles veïns (en aquest cas estava lligada al judaisme).
Es coneix la celebració religiosa d'any nou Akitu, que durava 11 dies i consistia a recitar dues vegades l'Enuma Elix per a relacionar l'any nou amb la creació del món. Una de les cerimònies consistia en la humiliació ritual del rei.

## Art

### Escultures
Les escultures algunes vegades representen sobirans, unes altres déus, unes altres funcionaris, però sempre persones individualitzades (de vegades amb el seu nom gravat). Buscaven substituir la persona més que representar-la. Cap i cara, desproporcionats respecte al cos per aquest motiu, van desenvolupar l'anomenat realisme conceptual: simplificar i regularitzar les formes naturals gràcies a la llei de la frontalitat (part dreta i esquerra absolutament simètriques) i al geomètric (figura dins d'un esquema geomètric que solia ser el cilindre i el con). Les representacions humanes tenien una total indiferència per la realitat. Els animals tenien més realisme.
Alguns temes recurrents de l'escultura mesopotàmica són toros monumentals, genis protectors, monstres i éssers fantàstics.
Les tècniques principals van ser: el relleu monumental, l'estela, el relleu parietal i el relleu de mans esmaltat.
- Estàtua petita d'un home barbut, probablement un rei-sacerdot, en pedra caliça. Període d'Uruk, any 3300 aC, Museu del Louvre
- Estela dels voltors. Commemora la victòria del rei Eannatum de Lagash sobre Umma durant el període dinàstic arcaic, any 2450 aC, Museu del Louvre
- L'intendent Ebih-il (detall del cap), 52,5 centímetres d'alt, procedent del temple d'Ishtar a Mari, període accadi, any 2400 aC, Museu del Louvre
- Gudea de Lagash, escultura en diorita, 46 centímetres d'alt, trobada a Telloh (antiga Girsu), Irak, període neo-sumeri, any 2120 aC, Museu del Louvre

### Pintura
A causa de les característiques del país, hi ha molt poques mostres, però l'art és molt semblant a l'art del període magdalenià de la prehistòria. La tècnica era la mateixa que la del relleu parietal, sense perspectiva. Igual que els mosaics (més perdurables i característics) era més aviat decorativa.
A les pintures i als gravats, la jerarquia es mostrava d'acord amb la mida de les persones representades en l'obra: els de més alt rang són més grans que la resta.
La pintura va ser estrictament decorativa. Es va utilitzar per embellir l'arquitectura. No té perspectiva, i és cromàticament pobre: només fa servir el blanc, el blau i el vermell. Ús de la tècnica del temple, que es pot apreciar als mosaics decoratius o rajoles. Els temes eren escenes de guerres i de sacrificis rituals amb molt de realisme. Es representen figures geomètriques, persones, animals i monstres. Es fa servir a la decoració domèstica. No es representaven les ombres.

### Arquitectura
L'arquitectura mesopotàmica es basava en el maó, per la qual cosa les restes ens han arribat molt deteriorades. Malgrat que no se n'han conservat restes, els especialistes consideren que l'ús de la volta i de l'arc amb dovella va ser habitual. Tots els grans edificis es pintaven amb colors vius per dissimular la pobresa del material. Els mesopotàmics tenien una arquitectura molt particular a causa dels recursos que tenien.
Van fer mosaics pintats en colors vius, a manera de murals. No hi havia finestres i la llum s'obtenia del sostre. Es preocupaven de la vida terrenal i no de la dels morts, per tant les edificacions més representatives eren: el temple i el palau.
Des de ben aviat, els sumeris van construir temples. Els primers eren construccions de proporcions petites integrats en l'estructura urbana, però amb el temps es van anar fent edificis independents i aïllats, fins a arribar als temples fortalesa del període assiri. A més, es van bastir sobre grans plataformes per recordar contínuament als habitants de la ciutat l'omnipresència dels déus i del rei. Aquests temples es consideraven la residència dels déus i per això es construïen com si fossin palaus. El temple era un centre religiós, econòmic i polític. Tenien terres de conreu i ramats, magatzems (on es guardaven les collites) i tallers (on es feien estris, estàtues de coure i de ceràmica). Els sacerdots organitzaven el comerç i donaven feina a pagesos, pastors i artesans, els quals rebien com a pagament parcel·les de terra per a conreu de cereals, dàtils o llana. El ziggurat era una gran torre de maons formada per terrasses esglaonades de parets lleugerament inclinades. Tenia un ampli pati amb habitacions per als seus habitants. El ziggurat exercia la funció simbòlica d'enllaç; entre el cel i la terra i tenia com a objectiu principal ser un lloc adequat per oferir sacrificis als déus. Tots els reis aspiraven a construir un nou palau i, preferentment, fer-ho sobre les ruïnes d'un d'anterior. Els conjunts palatins més espectaculars van ser els construïts pels reis assiris i entre aquests destaca la ciutadella d'Ur, Sarrukin, feta per ordre del rei Sargon II en el segle viii aC. Estava envoltada de muralles de vint-i-tres metres de gruix, i tota la ciutat es va alçar sobre un basament gegantí de maons. El palau estava separat de l'entramat urbà per una muralla interior i constava de 209 sales.
L'urbanisme regulat va estar present en algunes ciutats, com la Babilònia de Nabucodonosor II, majoritàriament en escaquer. Pel que fa a les obres d'enginyeria, destaca l'extensíssima i antiga xarxa de canals que unien els rius Tigris, Eufrates i els seus afluents, propiciant l'agricultura i la navegació.